# Lindsaea lobata
Lindsaea lobata är en ormbunkeart som beskrevs av Jean Louis Marie Poiret. Lindsaea lobata ingår i släktet Lindsaea och familjen Lindsaeaceae. Inga underarter finns listade.